# Điện trở nhiệt
Điện trở nhiệt hay nhiệt điện trở hay thermistor là loại điện trở có trở kháng của nó thay đổi một cách rõ rệt dưới tác dụng nhiệt, hơn hẳn so với các loại điện trở thông thường. Từ thermistor được kết hợp bởi từ thermal (nhiệt) và resistor (điện trở) .
Điện trở nhiệt được ứng dụng rộng rãi trong kỹ thuật điện tử: làm cảm biến nhiệt, hạn chế các dòng xung kích. Nhiệt điện trở khác với nhiệt điện kế.

## Nguyên lý hoạt động
Giả sử, quan hệ giữa độ lớn của trở kháng và nhiệt độ là tuyến tính, khi đó:
{\displaystyle \Delta R=k\Delta T\,}
trong đó:
{\displaystyle \Delta R} = lượng thay đổi trở kháng
{\displaystyle \Delta T} = lượng thay đổi của nhiệt độ
{\displaystyle k} = hệ số nhiệt điện trở
Nhiệt điện trở có thể phân thành hai loại theo hệ số {\displaystyle k}. Nếu {\displaystyle k} dương, trở kháng của điện trở tăng theo nhiệt độ tăng, khi đó nó được gọi là nhiệt điện trở thuận hay thuận nhiệt trở (tạm dịch từ PTC - positive temperature coefficient). Ngược lại nếu {\displaystyle k} âm, trở kháng của điện trở giảm khi nhiệt độ tăng, và nó được gọi là nghịch nhiệt trở (NTC - negative temperature coefficient) .

## Ứng dụng
Nhiệt điện trở được dùng làm cảm biến nhiệt trong các máy móc thiết bị, như máy điều hòa nhiệt độ, tủ lạnh,...
Nó cũng được dùng trong phần mạch bảo vệ quá nhiệt trong các bộ cấp nguồn điện.